# Stadio nazionale Mané Garrincha
Lo stadio nazionale Mané Garrincha (in portoghese Estádio Nacional Mané Garrincha) è un impianto sportivo polivalente brasiliano che si trova nella capitale federale del Paese, Brasilia.
Fu ricostruito in occasione del campionato mondiale di calcio 2014 con una capacità di circa 70000 spettatori su parte della struttura del preesistente Stadio Nazionale, inaugurato nel 1974 e parzialmente demolito nel 2010; la struttura preesistente aveva una capacità di circa 42000 spettatori.
Lo stadio è una delle diverse strutture che compongono il Complexo Poliesportivo Ayrton Senna, che comprende anche il Ginásio Nilson Nelson e l'autodromo internazionale Nelson Piquet, ed è di proprietà del dipartimento dello sport, educazione fisica e ricreazione del Distretto Federale.
È intitolato alla memoria di Garrincha (1933-83), calciatore brasiliano bicampione del mondo nel 1958 e 1962.

## Storia
I lavori per lo Stadio Mané Garrincha furono completati nel 1974, a quell'epoca Garrincha aveva circa 40 anni.
La partita inaugurale è stata giocata il 10 marzo dello stesso anno, quando il Corinthians ha battuto il CEUB con un punteggio di 2-1. Il primo gol dello stadio è stato segnato dal giocatore del Corinthians Vaguinho.
Il 2 marzo 1996 si è svolto nello stadio l'ultimo concerto della leggendaria band brasiliana Mamonas Assassinas, dopo poco infatti il gruppo ha subito un incidente aereo che non ha lasciato superstiti.
Il record di presenze dello stadio è attualmente di 51 200, avuto il 20 dicembre 1998, quando il Gama ha battuto il Londrina con un punteggio di 3-0 nella finale di Série B, che ha dato al Gama il suo primo trofeo nazionale e la conseguente promozione in Série A nel 1999.
L'8 dicembre 2007, la finale della prima edizione della Copa do Brasil de Futebol Feminino, vinta da Mato Grosso do Sul/Saad, è stata ospitata proprio nell'Estádio Mané Garrincha.

### Coppa del Mondo del 2014
Nel 2010 si è iniziato un progetto per ricostruire lo stadio in modo da raggiungere i requisiti per la Coppa del mondo di calcio del 2014.
Lo stadio è stato ribattezzato nei primi mesi del 2010 Estádio Nacional Mané Garrincha.
La ricostruzione è cominciata nell'aprile dello stesso anno ed è consistita nello smontaggio del livello inferiore, il mantenimento della fila e la riduzione delle dimensioni del campo di gioco.
Il nuovo stadio è stato inaugurato il 18 maggio 2013 con la partecipazione del governatore di Brasília Agnelo Queiroz e del presidente del Brasile Dilma Rousseff.
Il 15 giugno 2013 si è svolta la prima partita ufficiale nel nuovo stadio ovvero la partita d'esordio della Confederations Cup 2013 tra Brasile e Giappone, conclusasi con un 3-0 per i padroni di casa.
Nello stesso stadio si disputano oltre che alcune partite della Coppa del mondo di calcio del 2014 anche alcune partite del torneo di calcio delle Olimpiadi estive del 2016 che si sono tenute a Rio de Janeiro.

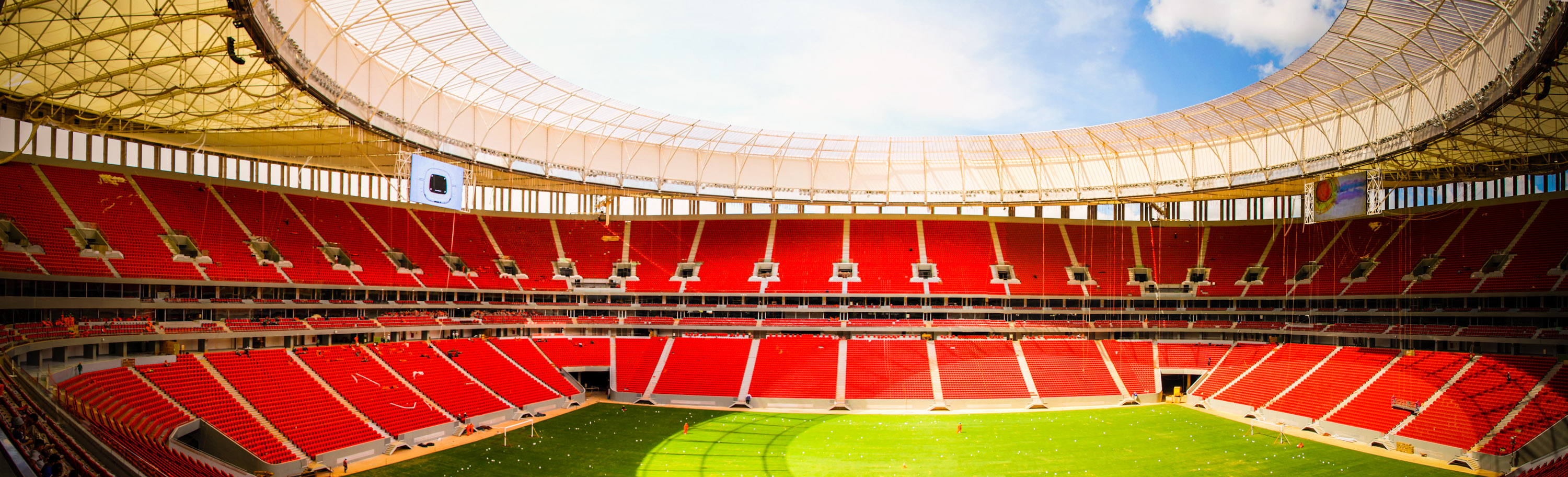
L'interno del nuovo stadio

## Incontri Internazionali

### FIFA Confederations Cup 2013
| Data           | Orario (BRT) | Squadra numero 1 | Ris.  | Squadra numero 2 | Fase del torneo             | Spettatori |
| -------------- | ------------ | ---------------- | ----- | ---------------- | --------------------------- | ---------- |
| 15 giugno 2013 | 16:00        | Brasile          | 3 - 0 | Giappone         | Girone A (match d'apertura) | 67 423     |

### Coppa del Mondo FIFA 2014
| Data           | Orario (BRT) | Squadra numero 1 | Ris.  | Squadra numero 2 | Fase del torneo  | Spettatori |
| -------------- | ------------ | ---------------- | ----- | ---------------- | ---------------- | ---------- |
| 15 giugno 2014 | 13:00        | Svizzera         | 2 - 1 | Ecuador          | Girone E         | 68 351     |
| 19 giugno 2014 | 13:00        | Colombia         | 2 - 1 | Costa d'Avorio   | Girone C         | 68 748     |
| 23 giugno 2014 | 17:00        | Camerun          | 1 - 4 | Brasile          | Girone A         | 69 112     |
| 26 giugno 2014 | 13:00        | Portogallo       | 2 - 1 | Ghana            | Girone G         | 67 540     |
| 30 giugno 2014 | 13:00        | Francia          | 2 - 0 | Nigeria          | Ottavi di finale | 67 882     |
| 5 luglio 2014  | 13:00        | Argentina        | 1 - 0 | Belgio           | Quarti di finale | 51 179     |
| 12 luglio 2014 | 17:00        | Brasile          | 0 - 3 | Paesi Bassi      | Finale 3º posto  | 68 034     |

## Concerti
Il 17 settembre 2013 la cantante statunitense R&B Beyoncé si è esibita nello stadio come parte del suo tour intitolato The Mrs. Carter Show World Tour.
Anche la Rock band degli Aerosmith e i Whitesnake si sono esibiti, insieme, allo stadio, il 23 ottobre 2013.